# Максим Залізняк

Пам'ятник Максиму Залізняку у Медведівці

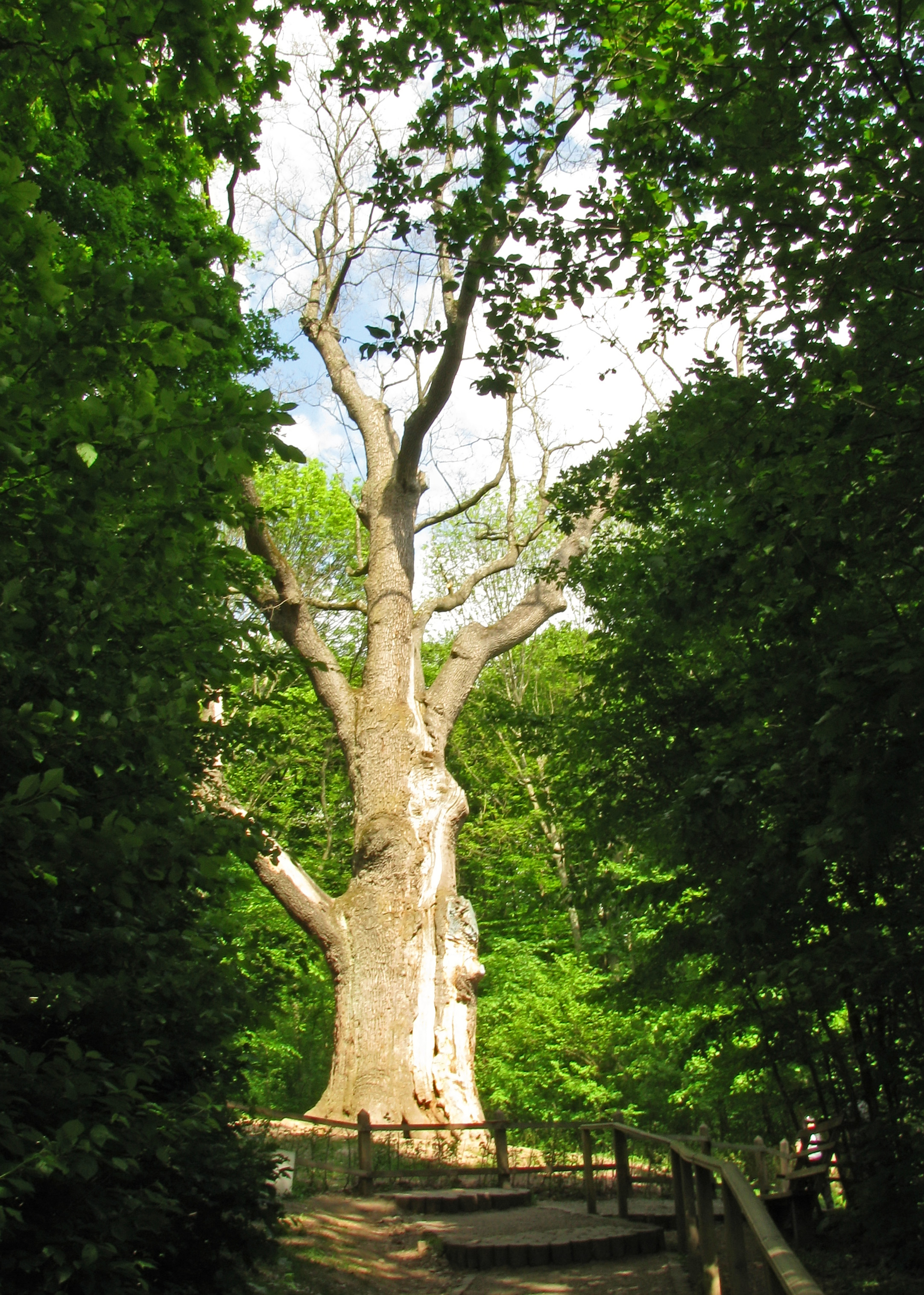
Дуб Залізняка

Макси́м Ієвлевич Залізня́к (стар.-укр. Максимъ Иєвлєвичь Залѣзнѧкъ; близько 1740 — після 1769) — керівник гайдамацького повстання (1768–1769 років), відомого під назвою Коліївщина, козацький отаман.

## Біографія
Народився в селі Івківці на Черкащині близько 1740 року.
Жив у найближчих селах: Мельниках, Медведівці, Олексіївці Бобринецького району Кіровоградської області, Піківці Уманського району.
Після смерті батька Максим жив близько року у своєї старшої сестри, котра була одружена з мешканцем містечка Медведівки. У 13 років Залізняк пішов на Запорозьку Січ, де був приписаний до Тимошівського куреня. З 1762 року працював на рибних промислах на Дніпрі. Наймитував в Очакові. В 1767 році став послушником Мотронинського монастиря, що на Черкащині.

### Боротьба
На початку 1768 року перейшов до Мотронинського монастиря, поблизу Чигирина. В 20-х числах березня до Залізняка прибув козацький отаман Йосип Шелест, що нібито показав лист від запорізького кошового отамана, в якому той закликав до повстання проти Речі Посполитої. Незабаром Шелеста було вбито, а лист зник. До кінця квітня Залізняк зібрав в Холодному Яру, поблизу Мотрониного монастиря, загін запорожців, козаків надвірної міліції та селян чисельністю до тисячі чоловік.
Повстанці проголосили Залізняка отаманом, хоча сам він називав себе полковником Низового Війська Запорозького. Основною причиною повстання було жорстке релігійне та соціально-економічне гноблення українського селянства Річчю Посполитою та Російською імперією, що особливо посилилося в середині XVIII століття, ворожі дії щодо православних українців-русинів з боку шляхетської барської конфедерації тощо. Як і Барабаш за часів повстання проти Виговського, Залізняк скористався нагодою залучити до свого руху більше населення, поширюючи серед українців чутки про так звану «золоту грамоту», якою імператриця нібито давала право гайдамакам винищувати поляків та євреїв. У своїх проповідях до повстання проти релігійного гноблення закликав також отець Мельхіседек Значко-Яворський, ігумен Мотронинського монастиря, в якому Залізняк був послушником.
У другій половині травня загін Максима Залізняка, чисельність якого постійно зростала, вирушив із Холодного Яру. Протягом трьох тижнів повсталі, користуючись повною підтримкою православних українських селян, вже контролювали Жаботин, Смілу, Богуслав, Канів, Черкаси, Корсунь, Лебедин, Лисянку, Звенигородку. Гайдамаки жорстоко розправлялися з місцевим польським та єврейським населенням, що було санкціоновано відповідним універсалом Залізняка, виданим на початку червня 1768 року.
20—21 червня (за новим стилем) повсталі оточили Умань і протягом кількох годин зайняли добре укріплене місто, чому значно сприяв перехід на бік гайдамаків Івана Ґонти, сотника надвірної міліції Потоцьких, що мав відповідати за оборону міста. В Умані гайдамаками було винищено за різними даними від 2 до 20 тисяч поляків, євреїв та українців-уніатів.
Повстанська Рада проголосила Максима Залізняка гетьманом і князем смілянським, а сам він заявив про відновлення Гетьманщини. Чисельність гайдамацьких військ весь час збільшувалася, повстання поширилося на Київщину, Брацлавщину, Волинь, Полісся, Галичину. На початку липня діяло близько 30 гайдамацьких загонів. На землях охоплених повстанням почали запроваджуватися елементи козацького адміністративного устрою.

### Арешт. Заслання
На той час барська конфедерація вже була розгромлена, і розмах повстання почав турбувати російський уряд, якому гайдамаки, як військова сила, вже стали непотрібні. Російські війська надали допомогу армії Речі Посполитої у придушенні повстання. Для арешту Залізняка та Івана Гонти М. Кречетніковим до Умані був засланий полковник Гур'єв з військом. 27 червня росіяни оточили табір гайдамаків, в якому перебувало на той час близько тисячі вояків. Останні, вважаючи російську імператорську армію своїм союзником, не чинили опору при арешті. Більшість гайдамаків разом із Іваном Гонтою, як піддані Речі Посполитої, були передані полякам та страчені. 8 липня 1768 року Залізняка разом з 73 гайдамаками, що вважалися підданими російської імператриці, було ув'язнено в Києво-Печерській фортеці. Наприкінці липня їх було засуджено на побиття батогами, таврування, виривання ніздрів і довічне заслання до шахт Нерчинська. 1 листопада 1768 року дорогою до Білгороду, в слободі Котельві (де на його честь встановлено пам'ятний знак) Залізняк разом з близько півсотнею ув'язнених роззброїли конвой і втекли, однак невдовзі були спіймані і відправлені на каторгу, де, ймовірно, і помер видатний ватажок.

## Вшанування пам'яті
- У 1917 році був сформований в Іркутську Український батальйон імені Отамана Максима Залізняка (2000 солдат). Цей батальйон виїхав з Іркутська і в липні 1917 року прибув до Києва, де його зустріли представники Українського Військового Секретаріату на чолі з Симоном Петлюрою. [4]. Скасований 20 вересня 1917 року.
- У 1918 році на честь нього був названий 1-й Лубенський полк імені Максима Залізняка УНР.
- На його честь названий 55 курінь УПЮ імені Максима Залізняка.
- У Львові: у 1945 році на честь Максима Залізняка називалася сучасна площа Музейна, а 1946 року на його честь названа вулиця у місцевості Новий Світ.
- Його ім'я носить Медведівська загальноосвітня школа імені Максима Залізняка.
- Щорічно наприкінці жовтня у селах Івківці, Медведівка, Мельники відбуваються урочистості до річниці Коліївщини. Відбуваються спортивні змагання, виступи народної самодіяльності, мітинги.
- У Івківцях, Медведівці, Жаботині, Києві та в Умані встановлено пам'ятники Максимові Залізняку.
- З 2009 року відбувається щорічна наукова краєзнавча конференція «Залізнякові читання».[5]
- Вулиці Максима Залізняка існують у багатьох населених пунктах України, зокрема, в Києві, Черкасах, Умані, Хмельницькому, Рівному, Новомосковську, Білій Церкві.
- Провулки Максима Залізняка в Житомирі, Кропивницькому, Хмельницькому, Новомосковську та Борисполі.
- До 240-ї річниці Коліївщини у селі Івківці на площі понад 1 га руками учнівської та студентської молоді було закладено сад фруктових дерев старовинних сортів народної селекції. Він носить ім'я «Сад Максима Залізняка».

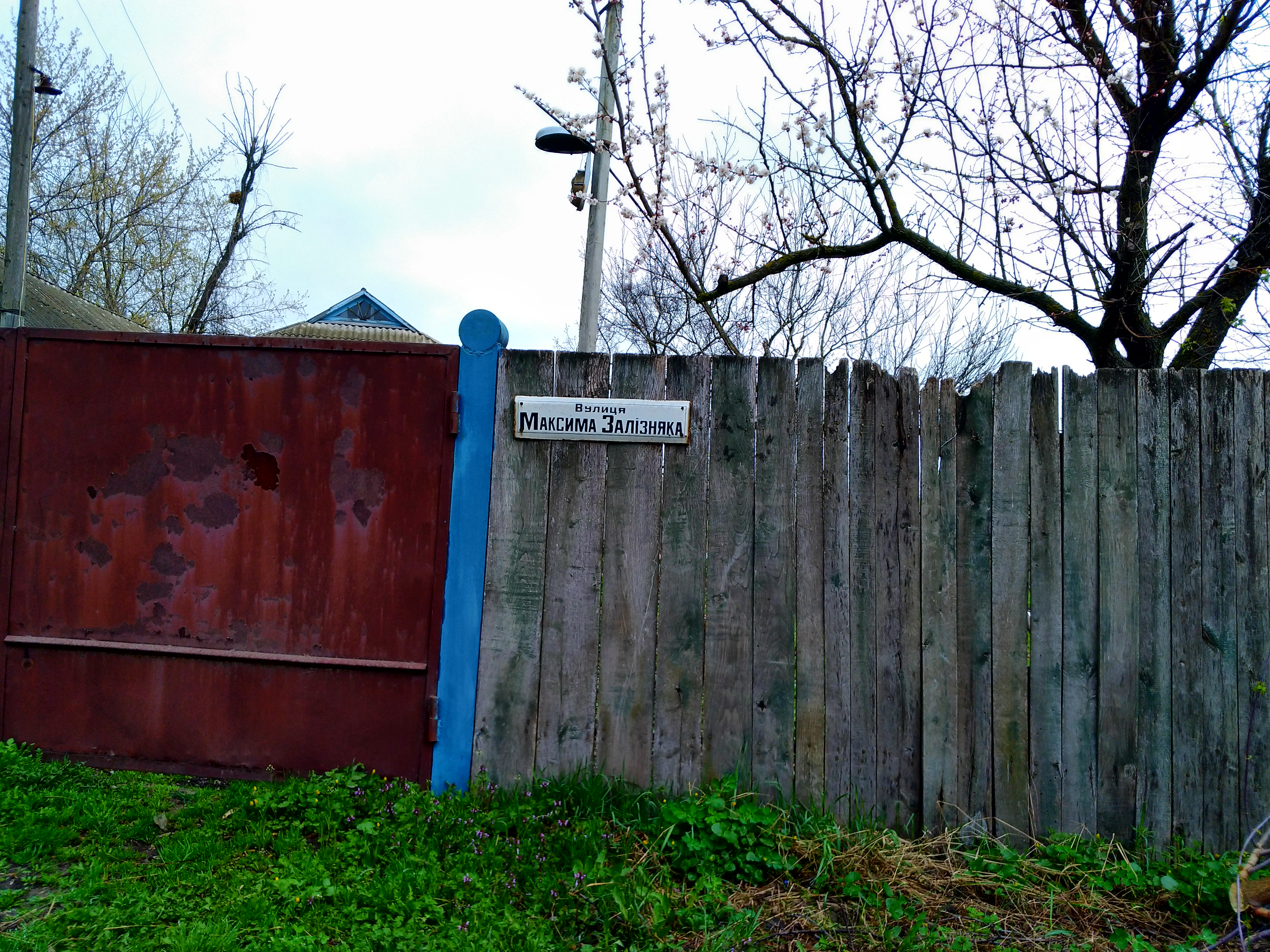
Вулиця Максима Залізняка в с. Медведівка Черкаської області

## У мистецтві
Максим Залізняк є одним з головних героїв творів :
- Тарас Григорович Шевченко «Гайдамаки».
- М. Старицький «Останні орли»
- Василь Радич «Максим Залізняк» (переклад українською мовою видано в 2-х томах 1952 року в Канадському видавництві Івана Тиктора в серії «Клюб приятелів української книжки»)

Йому присвячено пісню на музику М. Лисенка «Ой літа орел» та дума «Про козака Максима Залізняка».

## Цікаві факти
За народним переказом, підтвердженим місцевими старожилами та зафіксованим у «Словнику географічному Королівства Польського», Максим Залізняк народився не в селі Івківці, а в селі Залізнячка Звенигородського району на Черкащині. Поблизу зазначеного села нібито знаходилась і могила гайдамацького ватажка, однак дана версія потребує подальших наукових досліджень та підтвердження.